# 로시뇨
로시뇨(이탈리아어: Roscigno)는 이탈리아 캄파니아주 살레르노도에 위치한 코무네다. 몬테 프루노 경사면에 있다.